# M33 (基因)

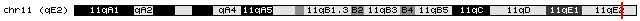
M33基因在小鼠11号染色体上的位置

M33基因是果蠅屬（Drosophila）多梳家族蛋白在哺乳动物基因组中的直系同源物，在人类基因组中为CBX2基因，在小鼠基因组中为Cbx2，表达的蛋白全长519aa，带有一个克罗莫结构域和核定位序列。